# Diphtherocome laevis
Diphtherocome laevis là một loài bướm đêm trong họ Noctuidae.